# Pomorie
Pomorie (bolgarsko Поморие, nekdaj Анхиало/Anhialo) je mesto in letovišče v Bolgariji. Leži na ozkem rtu v Burgaškem zalivu na črnomorski obali, dobrih 20 kilometrov severno od regionalnega središča Burgasa in južno od drugega starodavnega mesta Nesebra.
Mesto, ustanovljeno v antiki, je danes pomembna turistična destinacija.

## Zemljepis
Današnje Pomorie je zgrajeno na 3,5 dolgem rtu v Burgaškem zalivu. Z juga, vzhoda in severovzhoda ga obliva Črno morje, severno od njega leži Pomorijsko jezero – laguna, eno izmed »Burgaških jezer« – le z zahoda pa ga ožina povezuje z novim delom mesta, ki leži v Burgaški nižini.

## Zgodovina
Anhialos je bil verjetno ustanovljen v 5. ali 4. stoletju pred našim štetjem kot kolonija Apolonije (današnjega Sozopola). Omenjen je v Strabonovi Geografiki in je imel večinsko tračansko prebivalstvo. Razcvet je mesto doživelo v obdobju rimske vladavine. Okrog leta 270 so ga na kratko zavzeli Goti. Oktobra 294 je mesto obiskal cesar Dioklecijan in ukazal njegovo obnovo. Konec 6. stoletja so ga osvojili in uničili Avari in Slovani, nakar je v njem na kratko bival avarski kagan Bajan. Bizantinski cesar Mavricij je obnavljajoče se mesto obiskal pred začetkom svojih pohodov na Balkan. Leta 740 je Anhial uničila naravna nesreča.
Zgodovino mesta so obeležili bizantinsko-bolgarski spopadi, vključno z bitkami leta 708, 763 in 917. V obdobju prvega in drugega bolgarskega carstva je Anhial pogosto prehajal izpod bolgarske pod bizantinsko oblast in obratno, leta 1366 pa ga je osvojil celo savojski grof Amadej VI.
Osmanskemu cesarstvu je mesto dokončno pripadlo leta 1453. Osmanska različica imena mesta je bila Ahjolu. Sprva je bilo središče nahije, kasneje pa je postalo središče obsežne kaze v silistrskem ejaletu, ki je vključevala med drugim tudi Sozopol in Ahtopol ter bodoči Burgas. Tuji popotniki so poročali, da v mestu živi mešano grško in bolgarsko prebivalstvo ter razmeroma malo muslimanov. Mesto so zajeli nemiri med grško osamosvojitveno vojno, med rusko-turško vojno leta 1829 pa ga je osvojila Rusija. Potem ko se je po adrianopelski mirovni pogodbi Rusija umaknila iz regije, so številni krščanski prebivalci zbežali proti severu.
Izpod osmanske vladavine je Anhial prišel januarja 1878 in postal del Vzhodne Rumelije do združitve Bolgarije leta 1885. V začetku 20. stoletja so bolgarski nacionalisti v mestu izvršili več nasilnih protigrških pogromov. Preživelo grško prebivalstvo se je skoraj v celoti izselilo v Grčijo, nadomestili pa so jih bolgarski begunci iz vzhodne Trakije. Sčasoma je mesto izgubilo nekdanji pomen, predvsem na račun razvijajočega se Burgasa, postal pa je znan po proizvodnji soli in vina.
Anhialo se je preimenoval v Pomorie leta 1934, ko je bilo ime spremenjeno tudi več kot 1000 drugim naseljem širom Bolgarije.

## Prebivalstvo
Pomorie je četrto največje mesto Burgaške oblasti za Burgasom, Ajtosom in Karnobatom. Po popisu leta 2011 je imelo 13 579 prebivalcev, večinoma Bolgarov (10 781) in Turkov (1834).